# Romanzo generazionale
Il romanzo generazionale è un sottogenere di romanzo, in cui il protagonista rifiuta la maturità o la formazione. È quindi dialetticamente l'opposto del romanzo di formazione (Bildungsroman). Il termine è stato usato correttamente per primo da Pier Paolo Pasolini in un'intervista televisiva a Renzo Paris sul suo romanzo Cani sciolti; nella postfazione al libro Paris scrive:"...Fui grato a Pasolini quando mi parlò di romanzo generazionale, forse il primo in senso moderno, come poi scrissero anche Moravia, Siciliano e Schifano."
La critica letteraria ha spesso parlato solo del romanzo di formazione e poco di quello generazionale, confondendo spesso i due sottogeneri.

## Etimologia
Il termine "generazionale" si riferisce al fatto che il protagonista ritiene di essere l'unico vero interprete della sua generazione.
Il "romanzo generazionale" va distinto dal "romanzo sulla generazione". Quest'ultimo infatti si riferisce alla generazione in modo piuttosto oggettivo, come fa Flaubert ne L'educazione sentimentale, mentre il romanzo generazionale è il romanzo della generazione in senso soggettivo, cioè il romanzo come voce della generazione a cui il protagonista appartiene.

## Caratteristiche
Il romanzo generazionale è un romanzo il cui protagonista rifiuta il conformismo che comporta la maturità, ritenuta causa di distorsione della lettura della realtà, poiché rende incapaci di vedere naturalmente, in modo disincantato, il mondo.
Tutti i romanzi generazionali sono una confessione del protagonista, qualunque sia la tecnica narrativa con cui sono scritti. Il protagonista del romanzo generazionale è un giovane che si pone in questo modo: io sono l'entelechia della mia generazione, colui che la rappresenta, che la sussume in sé; io sono colui che rifiuta l'ideologia della maturità, e che al contrario dei "conformisti" maturi capisce realmente il mondo e lo riesce a descrivere e interpretare. Questa posizione nei confronti del mondo si ritrova in tutti i protagonisti dei romanzi generazionali.
I protagonisti del romanzo generazionale sono i giovani, come accade nel romanzo di formazione. La giovinezza è una categoria storica che nasce con la rivoluzione industriale a fine Settecento, in cui i figli dei borghesi potevano permettersi un periodo di educazione e di formazione prima di entrare nel mondo del lavoro. Così come accade nel romanzo di formazione, anche nel romanzo generazionale la giovinezza assume un valore simbolico assoluto, in quanto è il periodo della vita in cui si programma il futuro. Nel romanzo generazionale si sceglie il rifiuto del mondo "conformista", mentre in quello di formazione si opta per la sua accettazione attraverso il matrimonio e l'inserimento nel mondo del lavoro.

## Storia
Il romanzo generazionale nasce prima di quello di formazione. Poco dopo essere nati, alla fine del Settecento, questi due sottogeneri scompaiono quasi del tutto, fino a ricomparire nel Novecento.
Il romanzo che contiene entrambi i sottogeneri in nuce è La nuova Eloisa di Rousseau, del 1761. Questo, che è un carteggio tra due amanti, ha come protagonista Giulia, una giovane che nella prima parte del romanzo rifiuta la maturità e le responsabilità, ma che alla fine accetta di sposarsi.
Cronologicamente il primo romanzo che si può definire generazionale è I dolori del giovane Werther di Johann Wolfgang von Goethe, del 1774. Infatti in questo romanzo definito solitamente epistolare, il protagonista, rappresentando emblematicamente un'intera generazione, nutre un rifiuto per la società borghese che opprime le energie creative e, ritienendo la sua anima più grande del mondo, si suicida. Successivamente Goethe supererà il romanzo generazionale, scrivendo il primo romanzo di formazione Gli anni di apprendistato di Wilhelm Meister (1795). In questo modo inizia la dialettica tra i due sottogeneri di romanzo. Successivamente un noto romanzo di formazione classico fu Orgoglio e pregiudizio di Jane Austen (1813).
I successivi romanzi generazionali più noti sono:  Le ultime lettere di Jacopo Ortis di Foscolo (1802), Le confessioni di un figlio del secolo di de Musset (1836), Un eroe del nostro tempo di Lermontov (1840),  Il garofano rosso di Vittorini (1933), Il sogno di una cosa di Pasolini (1949), Il giovane Holden di Salinger (1951).
In Italia negli anni Settanta con il tardo-moderno ritorna il romanzo generazionale con Cani sciolti di Renzo Paris (1973), sottogenere ripreso e poi sviluppato dagli scrittori postmoderni Enrico Palandri, Pier Vittorio Tondelli, Claudio Piersanti, Andrea De Carlo, Daniele Del Giudice, Silvia Ballestra, Enrico Brizzi, Giuseppe Culicchia. Negli anni Ottanta le case editrici Il lavoro editoriale e Transeuropa (che, partita come collana, da questa si è poi staccata) si impongono come punto di riferimento della cultura giovanile che si era affermata negli anni Settanta, sviluppando il filone della letteratura generazionale
.